# Гианьяр (княжество)
Гианья́р — государственное образование, существовавшее на острове Бали с начала XVIII по середину XX века. Его основателем является Дева Манггис I Кунинг.

## История
Королевство в 1710-х годах основал И Дева Мангис Кунинг, сын правителя княжества Гелгел Сри Далема Сеганинга. Изначально Мангис Кунинг был правителем княжества Бадунг, однако покинул его и несколько раз оседал в разных местах острова, пока вместе со своей женой Ни Густи Аю Паханг не обосновался на его юго-восточном побережье, где основал новое княжество — Гианьяр.
Гианьяр  периодически вёл войны с соседними балийскими княжествами, особенно с Клунгкунгом, по итогам которых лишилась части территорий. Позднее благодаря военному союзу с княжествами Бадунг, Менгви и Бангли гианьярцам удалось вернуть утраченные земли.
В 1950 году Гианьяр вошел в состав Республики Индонезии. На его территории был создан одноимённый округ.

## Список королей
- Дева Манггис I Кунинг
- Дева Манггис II Паханг
- Дева Манггис III Бенгкел
- Дева Манггис IV Йорог
- Дева Манггис V Мадье
- Дева Манггис VI Рангки
- Дева Манггис VII Сатрия

Под властью Клунгкунга (1884-1891):
- Дева Паханг
- Дева Манггис VIII
- Ида Анак Агунг Нгурах Агунг
- Ида Анак Агунг Где Агунг
- Ида Анак Агунг Геде Ока